# Compans-Caffarelli (métro de Toulouse)
Pour l’article homonyme, voir Compans-Caffarelli.
Compans-Caffarelli est une station de la ligne B du métro de Toulouse. Elle est située boulevard Lascrosses, dans le quartier Compans-Caffarelli, à proximité du centre-ville de Toulouse.
Elle est ouverte en juin 2007, comme le reste de la ligne B.

## Situation sur le réseau
La station est située sur la ligne B du métro de Toulouse, entre les stations Canal-du-Midi au nord et Jeanne-d'Arc au sud.

## Histoire
La station est ouverte le 30 juin 2007, comme l'ensemble de la ligne B du métro de Toulouse. D'ailleurs, lors de son inauguration, cette station était équipée d'un quai à 11 portes qui ne lui permettait que de recevoir des rames à 2 voitures. Elle porte les noms des généraux Compans et Caffarelli.
En 2018, 4 586 478 voyageurs sont entrés dans la station, ce qui en fait la 3e station la plus fréquentée sur 37 en nombre de validations. Il s'agissait également de la station la plus fréquentée de la ligne B du métro de Toulouse, en dehors de la station de correspondance Jean-Jaurès.

## Services aux voyageurs

### Accès et accueil
Elle est située près du palais des sports André-Brouat (capacité maximale de 4400 places) et du gymnase Compans-Caffarelli, du centre d'affaires de Compans, et du jardin Compans-Caffarelli (dans lequel se trouve le jardin japonais, inscrit au titre des jardins remarquables de France).
La station est accessible depuis deux entrées différentes, situées sur les trottoirs du boulevard Lascrosses, à l'ouest du centre-ville. Elle est équipée de guichets automatiques permettant l'achat des titres de transports.

Installations
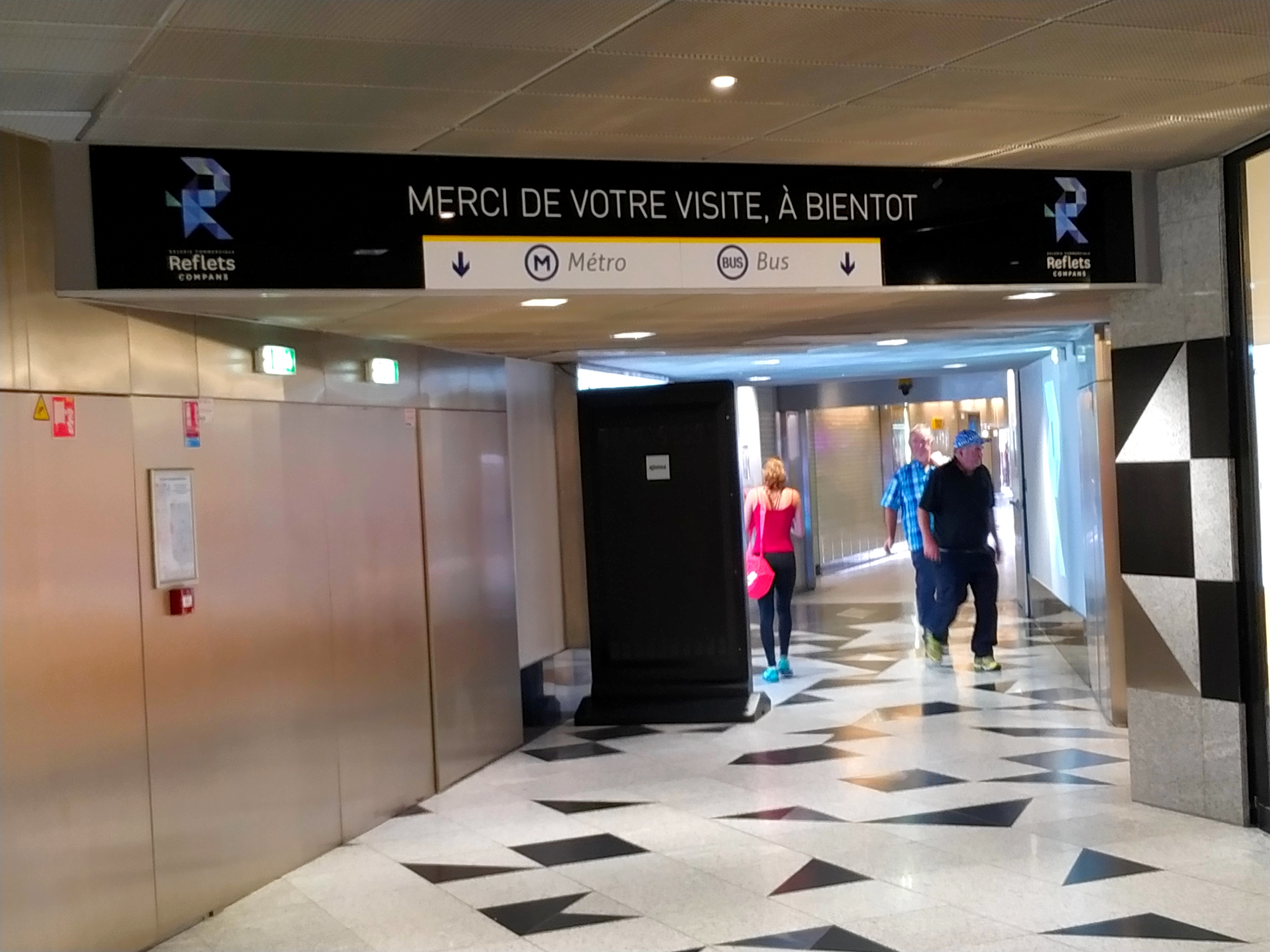
Accès centre commercial.
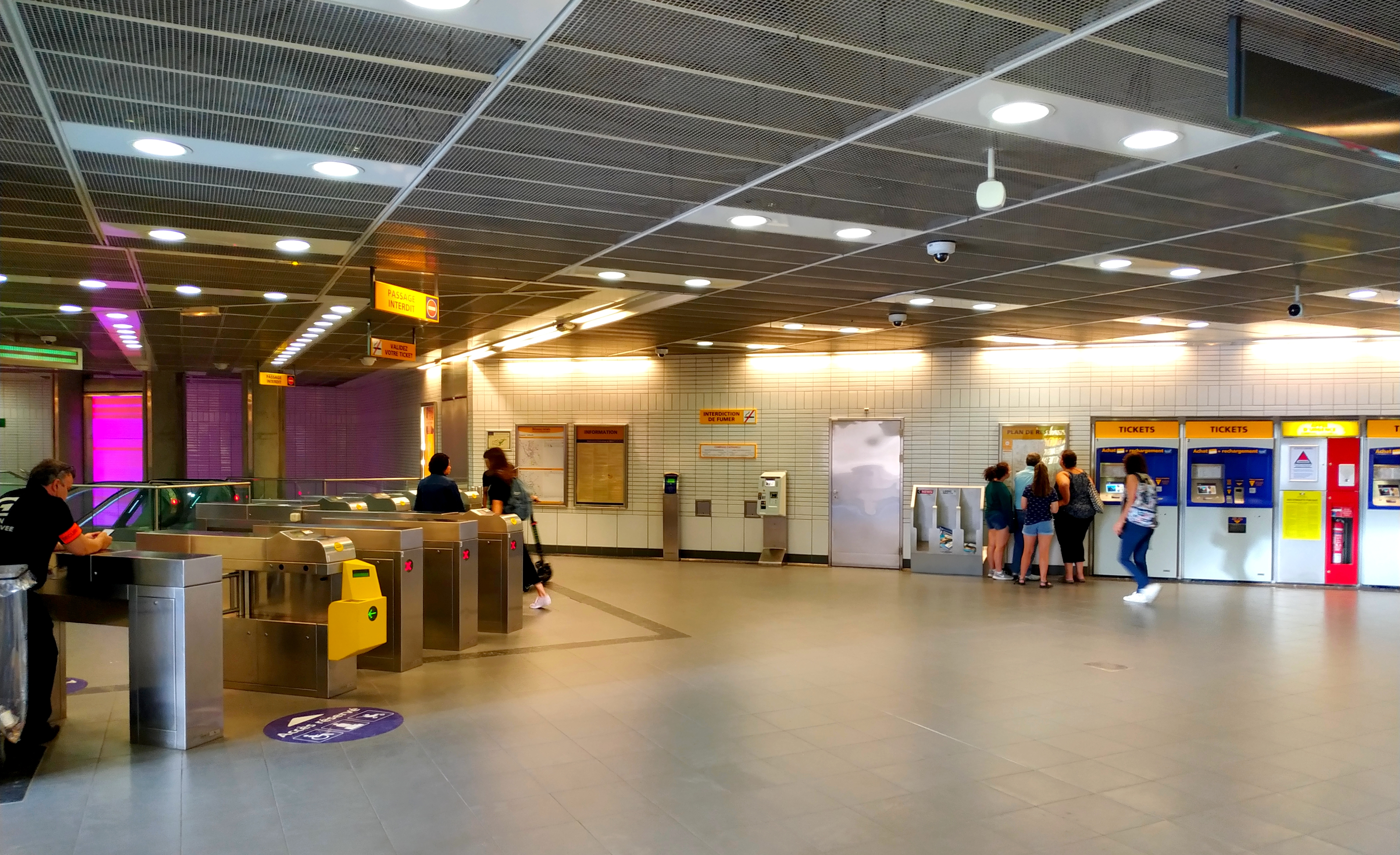
Salle des billets.
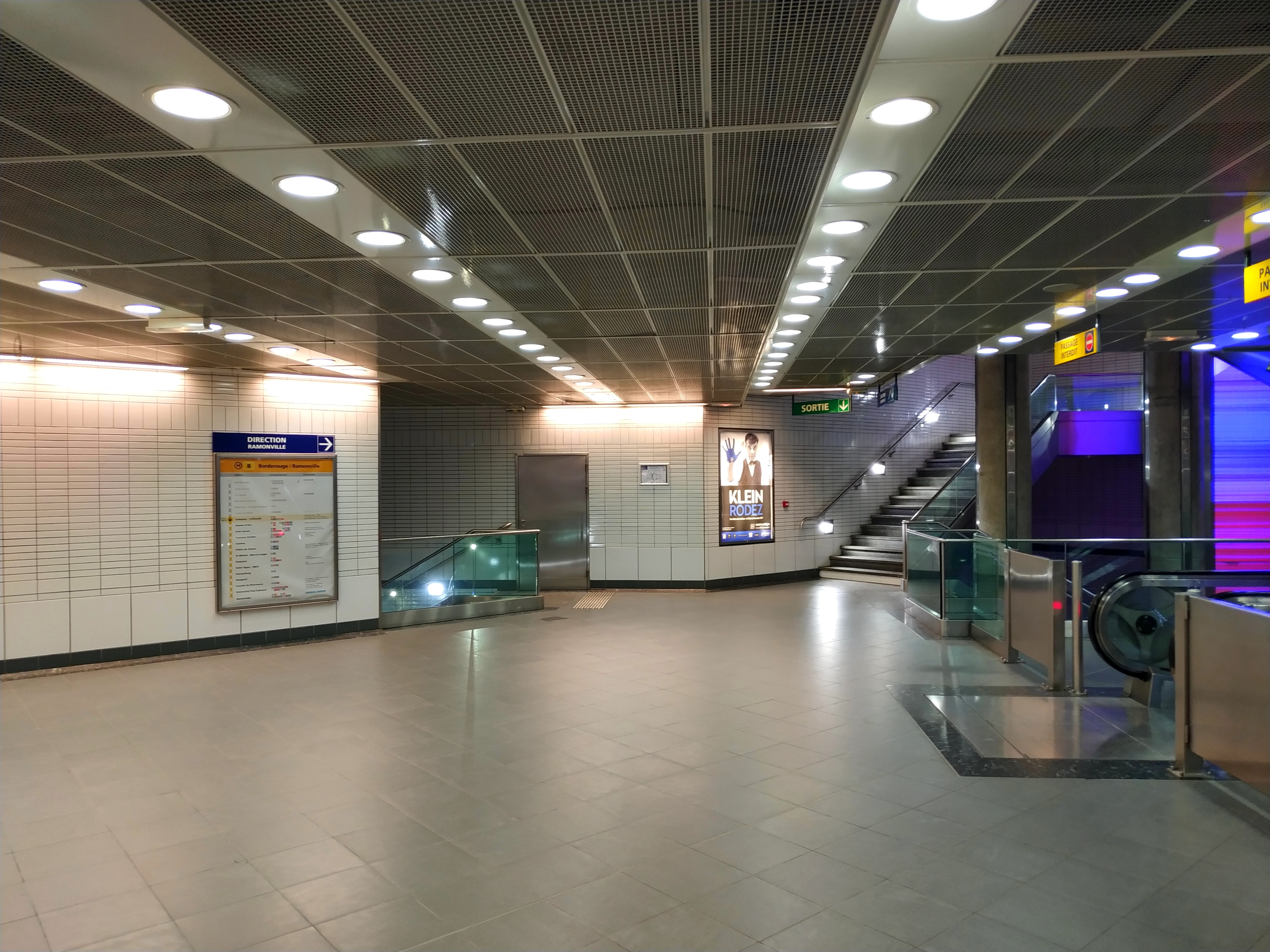
Niveau intermédiaire.

### Desserte
Comme sur le reste du métro toulousain, le premier départ des terminus est à 5h15, le dernier départ est à 0h du dimanche au jeudi et à 3h le vendredi et samedi.

Installations et desserte
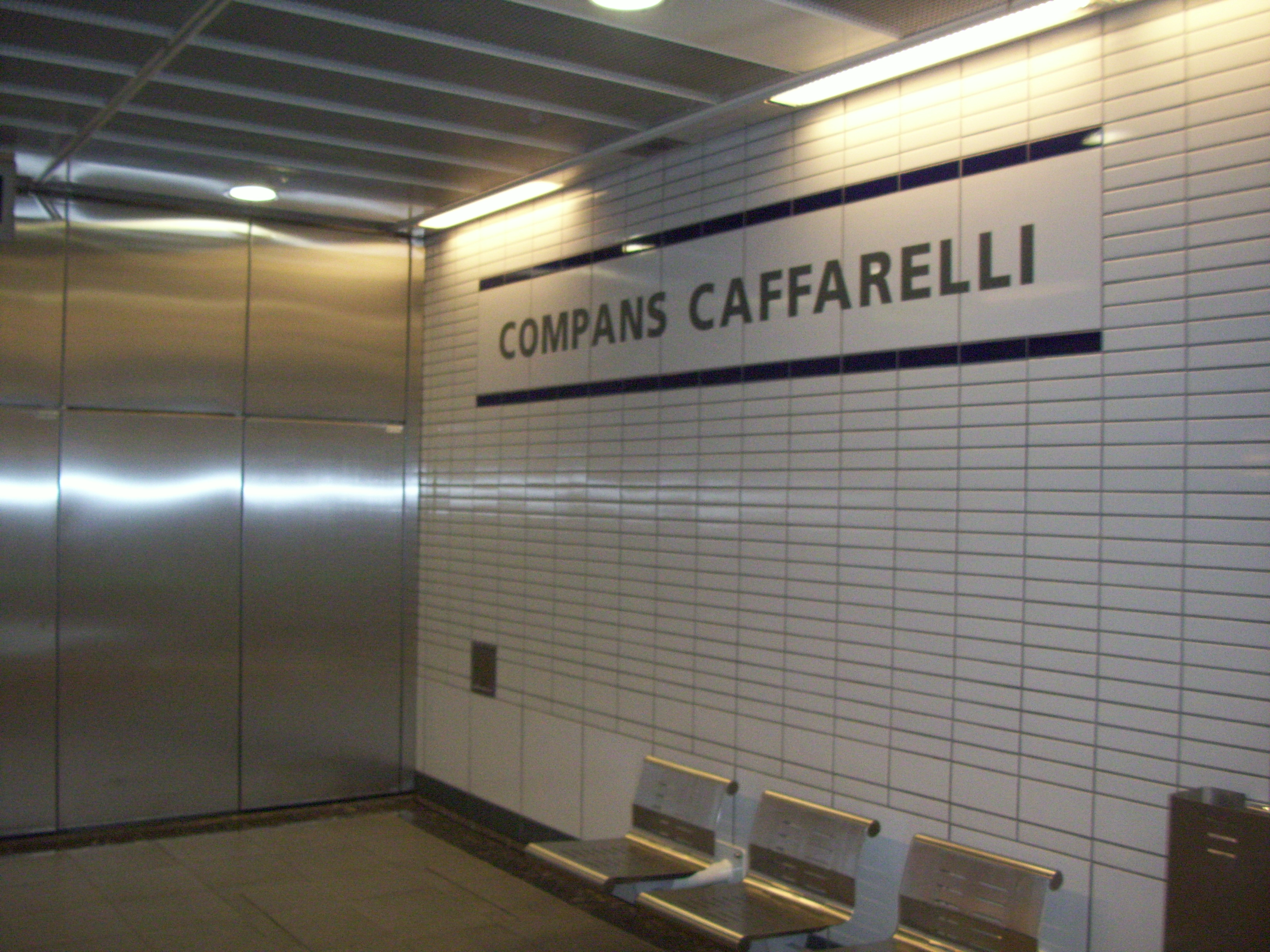
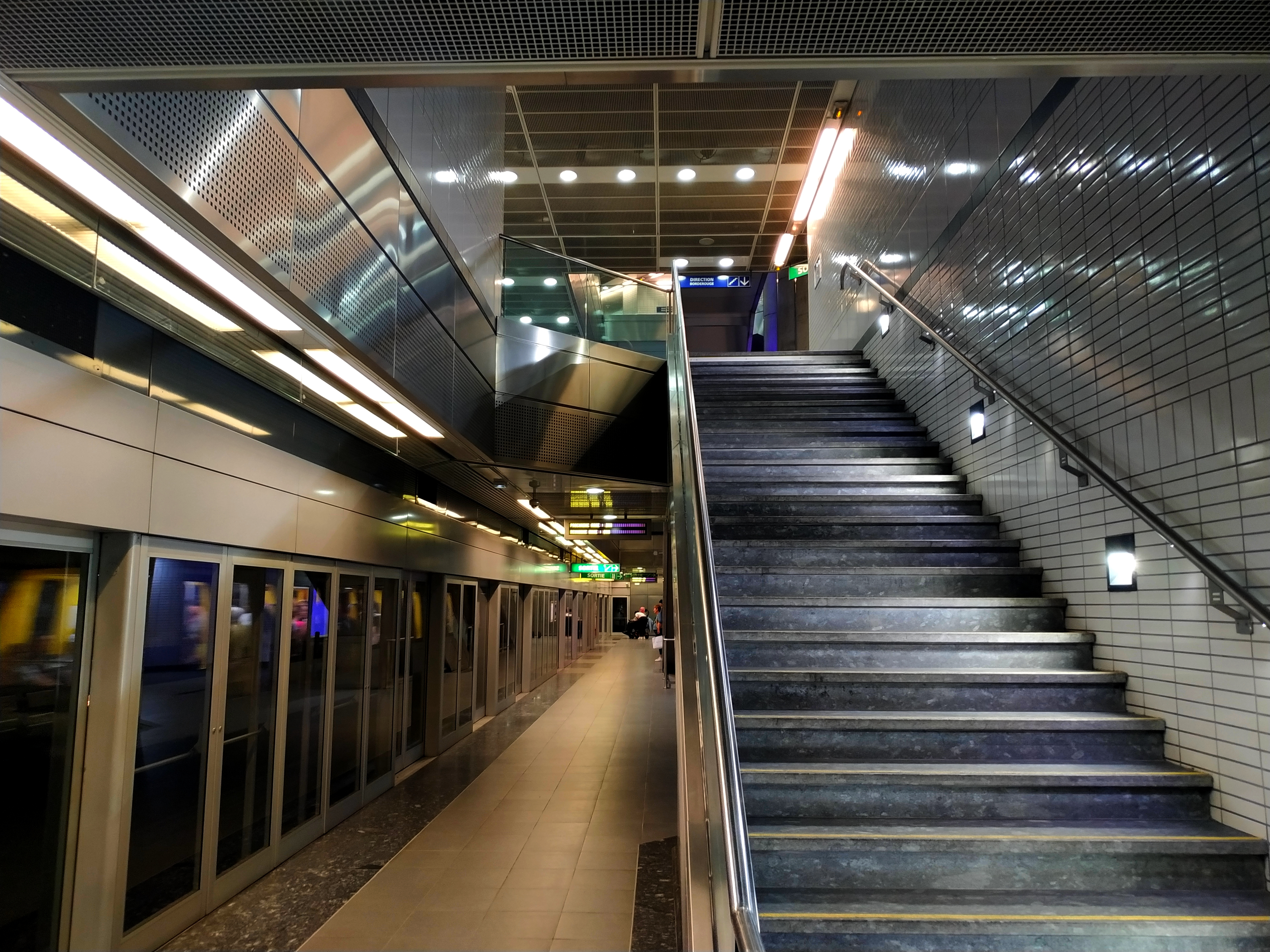
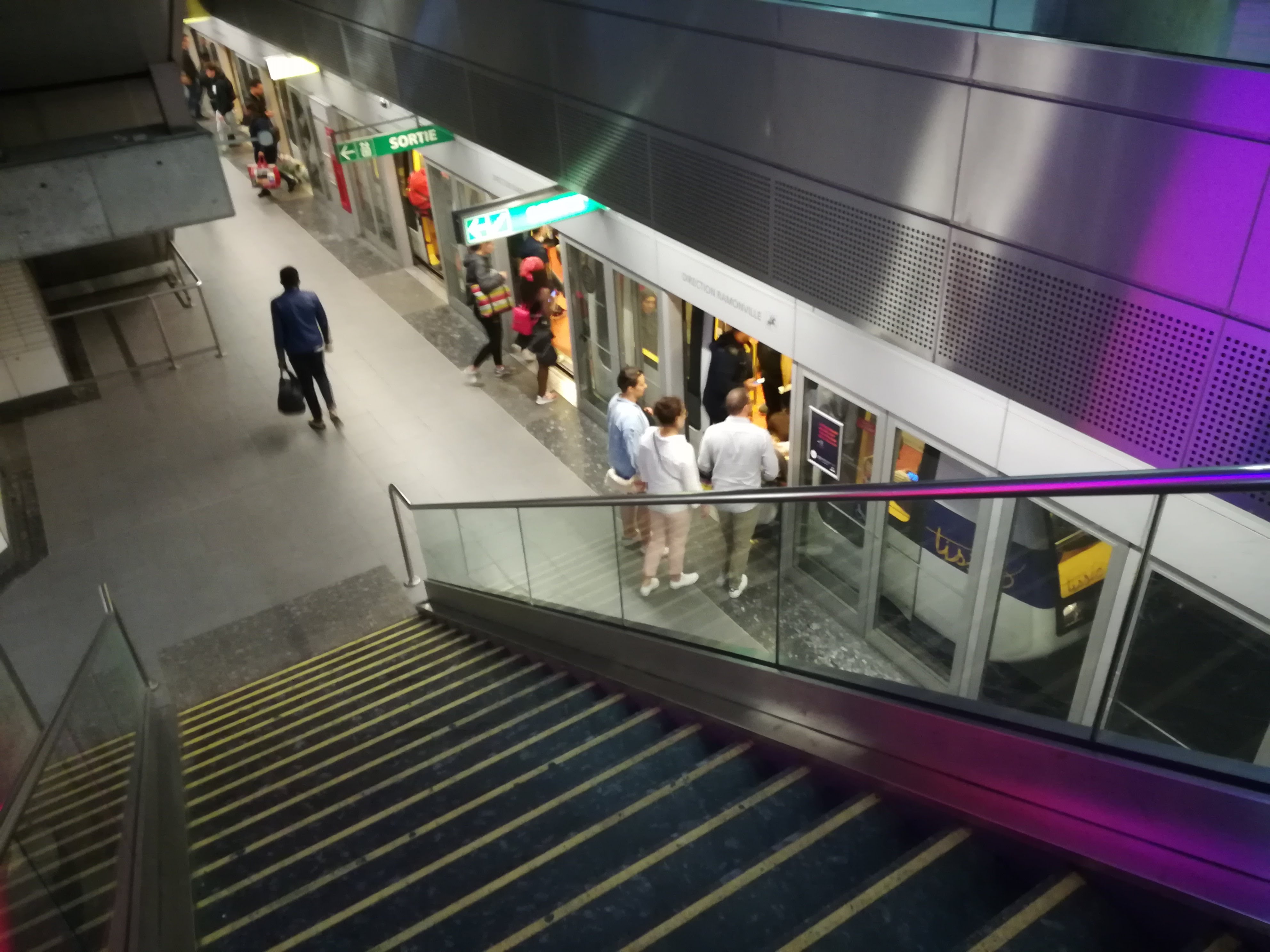

### Intermodalité
La station est desservie par le Linéo L1, ainsi que par les lignes 31, 45, 63, Aéroport et Noctambus du réseau Tisséo, et par les lignes 343, 362, 363, 365, 369, 373 et 388 du réseau Arc-en-Ciel. 

## L'art dans la station
Œuvre d'art réalisée par Ange Leccia. Panneaux lumineux allant du haut de la station jusqu'au quais dont la gaieté de la couleur diminue plus on va vers le bas.

## À proximité
- Palais des sports André-Brouat
- Centre des congrès Pierre Baudis
- Jardin japonais
- Université Toulouse 1 Capitole  (Sciences sociales)
- École supérieure de commerce de Toulouse
- Le campus toulousain du groupe d'enseignement supérieur privé IONIS
- Cité administrative
- Stations VélôToulouse no 88, 17T BD LASCROSSES et no 89, 1 ESP COMPANS CAFFARELLI